# Canadian Tire
Canadian Tire Corporation, Ltd. — канадская корпорация, один из лидеров розничной торговли в Канаде, владеющая сетью из более чем 1700 хозяйственных магазинов во всех провинциях и территориях страны за исключением Нунавута. Основана в 1922 году, современное название носит с 1927 года.

## История
История компании восходит к 1922 году, когда братья Джон Уильям и Альфред Джексон Биллзы (англ. Billes) приобрели за 1700 долларов торонтское предприятие Hamilton Tire and Garage. Первоначально автомагазин располагался в торонтском районе Ривердейл, но уже в 1923 году Биллзы перевели его в другую часть города — к пересечению улиц Янг и Гулд. Гараж, преимущественно обслуживавший «Форды» и «Шевроле», предоставлял клиентам годичную гарантию на шины — популярный шаг в эпоху, когда проколы и разрывы шин были повсеместным явлением. В связи с особой популярностью этого вида услуг Биллзы в 1927 году при регистрации компании переименовали её в Canadian Tire (с англ. — «Канадская шина»).
В 1928 году корпорация выпустила каталог товаров и услуг, которые можно было заказать по почте в Онтарио и Приморских провинциях. Заказывая запасные части у тех же заводов, которые производили их непосредственно для «Форда» и «Шевроле», магазин Биллзов успешно конкурировал в ценах с фирменными гаражами. Компания пережила расцвет в годы Великой депрессии, когда автовладельцы, не имевшие средств на покупку новых машин, искали способы продлить время их эксплуатации. В 1934 году в Гамильтоне открылся первый филиал магазина, и вскоре сложилась модель, в рамках которой владельцы бизнесов, желавшие использовать торговую марку Canadian Tire, заключали договор с головным предприятием о поставках товаров, производимых или одобренных им. Первоначально франшиза была бесплатной, владельцы филиалов в целом пользовались большой свободой выбора в ведении бизнеса, и эта модель оказалась успешной: к 1940 году в Онтарио и Восточной Канаде насчитывалось уже 105 магазинов Canadian Tire.
В годы Второй мировой войны, когда резина и сталь рассматривались как стратегические материалы, дальнейшее расширение операций частной компании было невозможным. Однако уже в 1944 году, ориентируясь на перспективы роста, владельцы Canadian Tire преобразовали её в публичную компанию, выйдя на фондовую биржу со 100 000 10-долларовых акций. В 1946 году была разработана система участия работников компании в её прибылях: 10 % зарплаты работников вкладывались в акции, которые могли быть реализованы со значительной прибылью через 10 лет или при выходе на пенсию. Альфред Биллз, автор этой схемы, достигнув таким образом лояльности работников, избежал их юнионизации. Он также отказался от возможности открытия филиалов компании в Австралии, где, как он считал, было слишком сильно влияние профсоюзов.
В послевоенные годы ассортимент товаров и услуг Canadian Tire был расширен: помимо товаров для автомобилистов она теперь торговала также товарами для туризма и загородного отдыха. Это расширение удачно отражало рыночную конъюнктуру — в период между 1940 и 1960 годами количество посещений канадской публикой национальных парков выросло в 11 раз, а рост зажиточных пригородов привёл к увеличению популярности товаров для двора. Отражая расширение круга клиентов, Canadian Tire в 1956 году впервые издала свой каталог на французском языке.
К 1956 году, когда умер первый президент корпорации Джон Уильям Биллз, количество филиалов Canadian Tire достигало 150. Биллз-старший завещал большинство своих акций благотворительным фондам и Торонтскому университету, что ограничило возможности его брата Альфреда и сына Дика по установлению контроля над операциями компании. Это привело к обострению отношений между двумя ветвями семьи Биллзов, в 1959 году окончившемуся уходом Дика из компании.
В 1958 году по инициативе Альфреда Биллза Canadian Tire начала открывать собственные бензоколонки при отдельных магазинах. Чтобы обеспечить конкурентоспособность в борьбе с давно контролировавшими канадский рынок компаниями (в том числе Imperial Oil), Canadian Tire начала выпуск собственных «денег» — купонов, которые клиент получал при заправке машины и позже мог использовать для получения скидки в любом магазине сети. С 1961 года по заказу компании эти купоны печатала British American Bank Note Company — та же фирма, которая печатала канадскую государственную валюту. Несмотря на опасения владельцев филиалов, что новый маркетинговый ход приведёт к снижению доходов, популярность «денег Canadian Tire» среди клиентов привела к обратному эффекту.
В 1964 году, в возрасте 62 лет, Альфред Биллз ушёл в отставку с поста президента корпорации по состоянию здоровья. Новым президентом стал в 1966 году Джозеф Дин Манкастер. При нём было реструктурировано управление Canadian Tire, формализован процесс приобретения франшизы, начались продвижение в западные провинции (уже в 1966 году был открыт первый филиал в Виннипеге, Манитоба) и компьютеризация закупок и распределения товаров. С ростом корпоративных стандартов центральное руководство компании получило возможность закрывать убыточные филиалы. За период с 1966 по 1975 год прибыли корпорации выросли с 3,6 до 25 млн долларов, а количество филиалов достигло 333 к 1980 году; теперь сеть магазинов Canadian Tire распространилась на все провинции вплоть до Британской Колумбии. В то же время в 1977 году, на фоне растущей инфляции и безработицы, корпорация впервые за свою историю окончила год без прибыли.
В 1980 году, после смерти своей жены Мюриэль, Альфред Биллз передал своё место в правлении компании дочери Марте. Отношения между Биллзами и Манкастером были напряжёнными из-за разногласий по ряду вопросов корпоративной политики. В это же время благотворительные фонды, унаследовавшие акции Canadian Tire от Джона Биллза, объявили о намерении их продать. В покупке всего пакета акций за 1,1 млрд долларов была заинтересована британско-американская корпорация Imasco, уже владевшая торговой сетью Shoppers Drug Mart, и Манкастер склонялся к поддержке этого шага, но семья Биллзов категорически воспротивилась такой сделке. В итоге все выброшенные на рынок акции скупили трое детей Альфреда Биллза, получившие контроль над 61 % всей акций компании. Ещё одной причиной конфликта было приобретение техасской сети Whites, предпринятое по инициативе Манкастера и вылившееся в убытки для корпорации. В 1984 году Манкастер был снят с поста президента Canadian Tire.
В 1986 году владельцы 361 филиала компании предложили Марте и её двум братьям выкупить контрольный пакет акций по цене 160 долларов за штуку (в 4 раза выше рыночной стоимости). Эту сделку, однако, посчитала не соответствующей интересам рядовых акционеров Онтарийская комиссия по ценным бумагам. Трения в руководстве отрицательно сказывались на доходах компании, но к середине 1980-х годов она вышла из кризиса, снова начав приносить прибыль. В 1997 году Марта Биллз выкупила акции, принадлежавшие её братьям.
В начале XXI века, в условиях растущей конкуренции со стороны таких американских торговых сетей как Walmart и Home Depot, Canadian Tire предприняла шаги по унификации облика и ассортимента в своих магазинах. В 2001 году состоялось слияние с сетью магазинов рабочей и повседневной одежды Mark’s Work Wearhouse, приведшее к дальнейшему расширению ассортимента. В 2003 году начал работу Canadian Tire Bank, а в 2011 году корпорация установила контроль над группой Forzani, владевшей такими брендами спортивной и молодёжной одежды как Sport Chek.

## Современное состояние
В 2019 году в сеть Canadian Tire входило свыше 1700 магазинов и бензоколонок во всех провинциях и территориях Канады, за исключением Нунавута. Активы корпорации, штаб-квартира которой по-прежнему располагается в Торонто, составляли 19,5 млрд канадских долларов, объём продаж — 14,5 миллиарда, а чистая прибыль — 895 млн долларов. В компании заняты более 31,5 тысячи работников. В списке крупнейших публичных компаний мира Forbes Global 2000 за 2023 год Canadian Tire занимала 1309-е место.
Деятельность корпорации включает три основные сферы — розничную торговлю, финансовые услуги (включая страхование) и инвестиции в недвижимость. Магазины Canadian Tire ведут торговлю хозяйственными товарами (включая строительные материалы, товары для дома, сада и автомобиля), спортивной одеждой и инвентарём. Среди дочерних компаний — Mark’s Work Wearhouse, Helly Hansen and FGL Sports. Действующий президент корпорации — Грег Хикс.